# جيف مور
جيف مور (بالإنجليزية: Jeff Moore)‏ هو لاعب كرة قدم أمريكية أمريكي، ولد في 20 أغسطس 1956 في كوسيوسكو في الولايات المتحدة.

## وصلات خارجية
- جيف مور على موقع مرجع كرة القدم المحترفة.كوم (الإنجليزية)
- جيف مور على موقع مرجع كرة القدم المحترفة.كوم (الإنجليزية)